# Dana Brânzei
Dana Brânzei (* 1974 in Iași) ist eine rumänische Molekularbiologin und Hochschullehrerin. Sie ist Forscherin am Institut für Molekulargenetik des Nationalen Forschungsrats (IGM-CNR) in Pavia  und Alexander-von-Humboldt-Professorin am Zentrum für Medizinische Biotechnologie (ZMB) der Universität Duisburg-Essen. Sie wies nach, dass DNA-Reparaturmechanismen in die Erkennung von DNA-Schäden und in die Reaktionen des Chromatinzusammenbaus integriert sind.

## Leben und Werk
Brânzei nahm während ihrer Schulzeit an den jährlichen Chemie-Olympiaden Rumäniens teil. Mit Stipendien des japanischen Ministeriums für Bildung, Kultur, Sport, Wissenschaft und Technologie lernte sie innerhalb eines Jahres Japanisch. An der Tōhoku-Universität in Japan erhielt sie anschließend 1999 ihren Bachelor-Abschluss in Pharmazie, 2001 ihren Master-Abschluss in Molekularbiologie und promovierte 2004 in Molekularbiologie. Sie forschte auf dem Gebiet der DNA-Reparatur und Genomstabilität und wurde wissenschaftliche Mitarbeiterin am Riken-Institut.
2005 arbeitete sie im Labor von Marco Foiani am IFOM. Sie wurde zur leitenden Forscherin ernannt und ihr Labor DNA Repair wurde von Fördereinrichtungen unterstützt, darunter ein Stipendium der Italienischen Gesellschaft für Krebsforschung (AIRC), ein Starting Grant des Europäischen Forschungsrats (ERC) und Telethon. Seit 2016 erhält sie zudem einen ERC Consolidator Grant. Sie forschte seit 2008 als Principal Investigator am IFOM, dem AIRC Institute of Molecular Oncology in Mailand und seit 2020 als Forschungsdirektorin des Instituts für Molekulargenetik des Nationalen Forschungsrats Italiens (CNR). 2025 wurde sie Alexander-von-Humboldt-Professorin am Zentrum für Medizinische Biotechnologie (ZMB) der Universität Duisburg-Essen.
Seit 2016 ist sie gewähltes Mitglied der Europäischen Organisation für Molekularbiologie (EMBO).

## Forschung
Brânzei forscht zur DNA-Reparatur und zur Kopplung von verschiedenen DNA-Reparaturmechanismen mit anderen zellulären Prozessen. Sie entdeckte die Integration der DNA-Reparaturmechanismen in die Erkennung von DNA-Schäden und in die Reaktionen des Chromatinzusammenbaus. Diese Prozesse erfolgen im Rahmen des Replisoms, das für die Verdopplung des Genoms verantwortlich ist. Ihre Forschung trägt zum Verständnis von Genen bei, die eine Prädisposition für die Krebsentstehung darstellen.
Seit 2016 ist Brânzei gewähltes Mitglied der European Molecular Biology Organization (EMBO).
Am 7. Juli 2025 betrug ihr h-Index bei Google Scholar 43.

## Auszeichnungen und Ehrungen (Auswahl)
- 1989–1993: Awards in the Olympic National Competitions in Chemistry, Rumänien
- Orden für kulturelle Verdienste, Rumänien
- 2004: Excellence Award, Graduate School of Pharmaceutical Sciences, Tohoku University, Japan
- 2007: RIKEN Best Postdoctoral Fellow Award
- 2009: Leading Women Scientists
- 2012: Young Academy of Europe
- 2025: Alexander von Humboldt-Professur